# COROT-13 b
COROT-13 b – planeta pozasłoneczna typu gorący jowisz, znajdująca się w kierunku konstelacji Jednorożca w odległości około 4270 lat świetlnych od Ziemi. Została odkryta w 2010 roku przez satelitę COROT.
Planeta COROT-13 b jest mniejsza niż Jowisz, ale jest za to dwa razy gęstsza. Sugeruje to obecność masywnego, skalistego jądra. Planeta ta obiega swoją gwiazdę z okresem ok. 4 dni.
| Jowisz | COROT-13 b |
| ------ | ---------- |
|        |            |